# Юниондейл (Нью-Йорк)

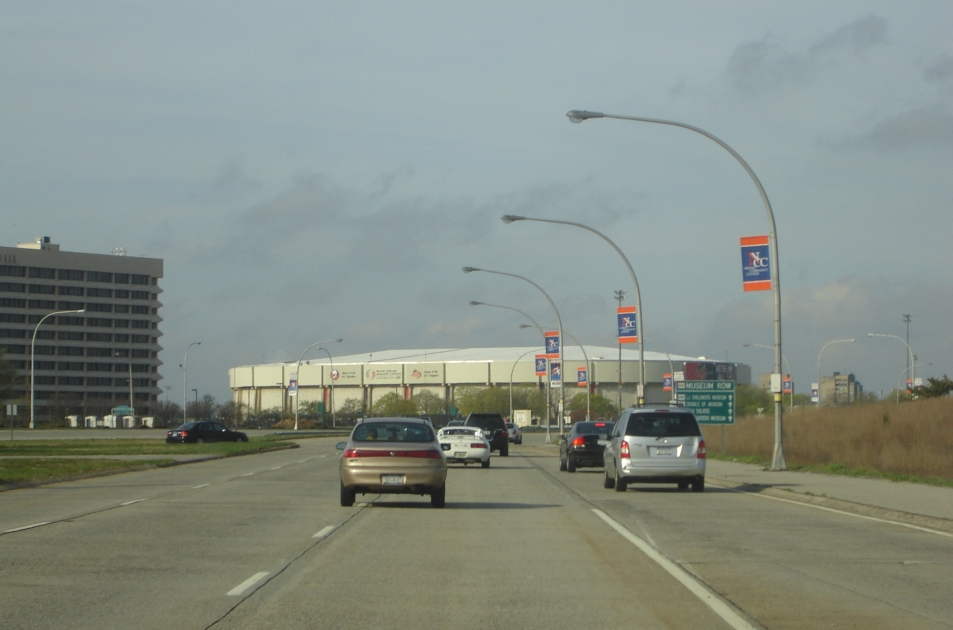

Юниондейл (англ. Uniondale) — населённый пункт, являющийся пригородом Нью-Йорка. Расположен в округе Нассо, Нью-Йорк, США на острове Лонг-Айленд. Население — 20 011 человек, согласно переписи 2000 года.
В городе расположена спортивная арена Nassau Veterans Memorial Coliseum, в которой с 1972 до 2015 года проводила свои домашние игры команда «Нью-Йорк Айлендерс» Национальной хоккейной лиги.